# Mattia Maggio
Mattia Maggio (Nürtingen, 22 maart 1994) is een Duits-Italiaans voetballer die bij voorkeur als aanvaller speelt. Hij tekende in januari 2015 een contract voor een half jaar bij TSG Hoffenheim. Dat lijfde hem transfervrij in nadat hij een half jaar geen club had.

## Clubcarrière
Maggio speelde in de jeugd voor VfB Vaihingen, VfB Stuttgart, Novara Calcio en Hamburger SV. Op 4 april 2014 debuteerde hij voor Hamburger SV, in de Bundesliga tegen Bayer Leverkusen. Hij viel na 77 minuten in voor Jacques Zoua. HSV won de wedstrijd met 2-1 na doelpunten van Hakan Çalhanoğlu en Heiko Westermann.

## Interlandcarrière
Maggio scoorde één doelpunt in drie interlands voor Duitsland -16. Daarna kwam hij ook uit voor Italië -17, waarvoor hij twee doelpunten scoorde in 13 interlands.